# Kosovo-Pomoravlje
Kosovo-Pomoravlje (em sérvio:  Косовско-поморавски округ, Kosovsko-pomoravski okrug;) é um distrito localizado na parte sul República da Sérvia. Está localizado na parte leste da Província Autônoma de Cossovo e Metóquia. O centro administrativo do Distrito de Kosovo-Pomoravlje é a cidade de Gnjilane.
Apesar do distrito de jure ainda existir para a Sérvia, o governo sérvio acabou aceitando a administração civil das Nações Unidas sobre o Cossovo após a Bombardeio da Iugoslávia pela OTAN em 1999.

## Municípios
O distrito de Kosovo-Pomoravlje está subdividido em 4 municípios:
- Gnjilane
- Vitina
- Kosovska Kamenica
- Novo Brdo